# Emmalyn Estrada
Emmalyn Estrada (Vancouver, 5 de Abril de 1992) é uma cantora canadense, descendente de filipinos. Seu primeiro "single" "Get Down" entrou para a Canadian Hot 100 no dia 29 de Agosto de 2009 na 88ª posição e em 31 de Outubro 2009 ficou na 60ª posição. Emmalyn é a irmã mais nova de Elise Estrada.

## Carreira musical
Em maio de 2009, Estrada competiu no Beat Music Awards de 2009, organizado pela Vancouver The Beat 94.5. Estrada ganhou a competição, Seu single, "Get Down" estreou em 2 de julho de 2009 no Kid Carson Show, novamente na Beat 94.5. O single foi nomeado na categoria Dance/ Urban/Rhythmic do 13º Annual Canadian Radio Music Awards, que reconhece novas canções que conseguem mais airplays nas estações de rádio canadenses, como gravado por Nielsen Broadcast Data Systems.
Em maio de 2009, Emmalyn lançou seu primeiro single "Get Down" pela RockSTAR Music Corp, depois de ganhar o Beat Music Awards 2009. Emmalyn não está mais entre o time de artistas da RockSTAR Music Corp, após vencer os Beat Music Awards de 2009.
Em 29 de novembro de 2010, o primeiro videoclipe de Emmalyn para seu primeiro single "Do not Make Me Let You Go" estreou em sua conta no YouTube. Este é seu primeiro videoclipe com sua nova gravadora, TUG (The Ultimate Group) Music Entertainment.
Em março de 2013, Emmalyn teve um papel recorrente na popular série de televisão "A & E Bates Motel".
Ela era integrante do grupo feminino G.R.L. Juntamente com Natasha Slayton, Lauren Bennett, Paula van Oppen e anteriormente Simone Battle, de 2013 até 2015.

## Vida pessoal
Emmalyn é a mais nova em sua família, e é irmã de Elise Estrada. De acordo com sua página na rede social Facebook, atualmente ela mora em Los Angeles, California e passa seu tempo no estúdio de gravação. As influências musicais de Emmalyn são Elise Estrada, Beyoncé, Lady Gaga, Jojo, Paramore, Kelly Clarkson, Christina Aguilera, Keri Hilson, Taylor Swift, Michael Bublé, e Demi Lovato, de acordo com sua página no YouTube.

## Premiações e nomeações

### Canadian Radio Music Awards
| Ano  | Trabalho indicado | Prêmio                                            | Resultado |
| ---- | ----------------- | ------------------------------------------------- | --------- |
| 2010 | Get Down          | Best New Artist or Group-Rhythmic/Urban/R&B/Dance | Indicado  |